# Megastygarctides
Sous-famille
Genre
Megastygarctides est un genre de tardigrades de la famille des Stygarctidae. 

## Liste des espèces
Selon Degma, Bertolani et Guidetti, 2016 :
- Megastygarctides christinae Hansen & Kristensen, 2006
- Megastygarctides gerdae Hansen & Kristensen, 2006
- Megastygarctides isounguis Renaud-Mornant, 1981
- Megastygarctides orbiculatus McKirdy, Schmidt & McGinty-Bayly, 1976
- Megastygarctides setoloso Morgan & O'Reilly, 1989

## Publications originales
- Bello & de Zio Grimaldi, 1998 : Phylogeny of the genera of the Stygarctidae and related families (Tardigrada: Heterotardigrada). Zoologischer Anzeiger, vol. 237, no 2/3, p. 171-183.
- McKirdy, Schmidt & McGinty-Bayly, 1976 : Interstitielle Fauna von Galapagos. 16. Tardigrada. Mikrofauna Meeresbodens, no 58, p. 1-42.